# Кононов, Василий Иванович (хореограф)
Васи́лий Ива́нович Ко́нонов (31 декабря 1904 [12 января 1905], Российская империя, Олонецкая губерния, Петрозаводский уезд, д. Другая Река — 19 декабря 1983, Петрозаводск) — хореограф, балетмейстер, заслуженный деятель искусств РСФСР (1959), народный артист Карельской АССР (1957).

## Биография

### Ранние годы
Родился в вепсской крестьянской семье.
После окончания школы в 1921 году — на самостоятельных заработках. С 1924 по 1929 год работал на каменных разработках диабаза, на лесозаготовках, на строительстве Кондопожской бумагоделательной фабрики.
В 1929 году заводской комитет каменных разработок направил Василия Кононова на учёбу в Московский театральный техникум имени А. В. Луначарского как активного участника художественной самодеятельности. Будучи на практике, Кононов по деревням и сёлам современных Смоленской и Тверской (в районе Ржева) областей организовывал кружки художественной самодеятельности, «живые газеты», танцевальные группы и хоровые коллективы.
По окончании учёбы был направлен в качестве художественного руководителя самодеятельности в Пудожский район на Шальские горные разработки треста «Карелгранит». С 1933 по 1935 год работал художественным руководителем Пудожского районного Дома культуры.
В 1935 году Кононов возвратился на онежские разработки диабаза и работал режиссёром художественной бригады в клубе «Пролетарская кузница». В этом же году переезжает в село Шелтозеро художественным руководителем Шелтозерского районного Дома культуры, где руководил агитбригадой.
В 1936 году собирает в селе Шёлтозеро женщин-колхозниц, исполнительниц народных песен и организует народный хор (ныне — Вепсский народный хор), в котором значительное место занимали народные танцы под песню, а затем драматический кружок.

### Ансамбль «Кантеле»
Весной 1937 года приглашён В. П. Гудковым в Петрозаводск в созданный недавно ансамбль песни и пляски «Кантеле» при Карельской Государственной филармонии постановщиком танцев.
Работая в ансамбле он воспитал плеяду танцоров, представлявших национальную хореографию Карельской АССР на международном, всесоюзном и всероссийском уровнях: А. М. Арифметикова (Шенкман), Э. А. Баландис, М. И. Гаврилов, Л. В. Державина, Е. И. Изотова, Т. Р. Пчелина (Чейда) и многие другие.
29 августа 1941 года с ансамблем эвакуирован из Петрозаводска.
Танцор М. Гаврилов в своём дневнике записал: «14 января 1941. Неважные дела. Кононова увезли в больницу в тяжелом состоянии…»
С 24 мая 1942 года — ансамбль Кантеле базировался в Беломорске, временной столице Карельской республики. Из дневника Максима Гаврилова: «18 июня 1942. Сегодня репетируем с Кононовым „Ристу-Кондра“… Репертуар Сиркки Рикка и Евгении Рапп основательно обновляется…».
В 1959 году Кононов и танцоры его группы консультировали и помогали коллективу Петрозаводского музыкального театра и балетмейстеру Игорю Смирнову в постановке первого национального балета на музыку Гельмера-Райнера Синисало «Сампо».
В ансамбле Кантеле Кононов проработал 28 лет, до 1965 года.

## Наследие, память
Танцы Кононова стали источником идей, базовой моделью для развития классического направления национальной хореографии Карелии.
Танцы «Вепсский танец с ложками», «Шестёрка в тройках» и другие танцевальные номера поставленные Василием Кононовым входят в «золотой фонд» ансамбля «Кантеле».

## Звания и награды
Почётные звания:
- Заслуженный артист Карело-Финской ССР (1947)
- Заслуженный деятель искусств Карело-Финской ССР (1951)
- Народный артист Карельской АССР (1957)
- Заслуженный деятель искусств РСФСР (1959)

Награды:
- два ордена Трудового Красного Знамени (1951, 1971)
- медаль «За трудовую доблесть» (1948)
- почётные грамоты Президиума Верховного Совета Карельской АССР (1939, 1975)